# إف 8 إف بيركات
إف 8 إف بيركات (بالإنجليزية:F8F Bearcat) ويسميه الأمريكيون «العصفور»، هي طائرة حربية أمريكية أستعملت خلال الحرب العالمية الثانية، وذلك في حرب المحيط الهادي والحرب على ألمانيا النازية، تستعمل طائرة في فيتنام الجنوبية خلال حرب فيتنام من قبل حكومة جنوب الفيتنام المتحالفة مع الحكومة الأمريكية.

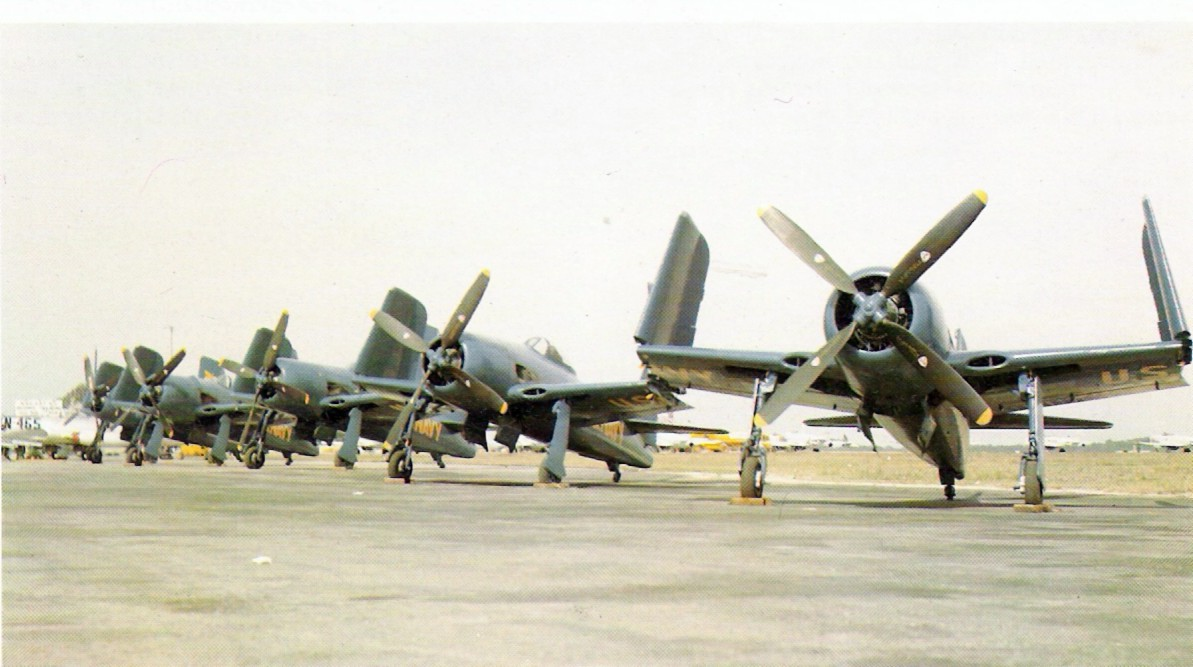
On 25 August 1946, the الملائكة الزرق transitioned to the Grumman F8F-1 Bearcat and introduced the famous "diamond" formation.

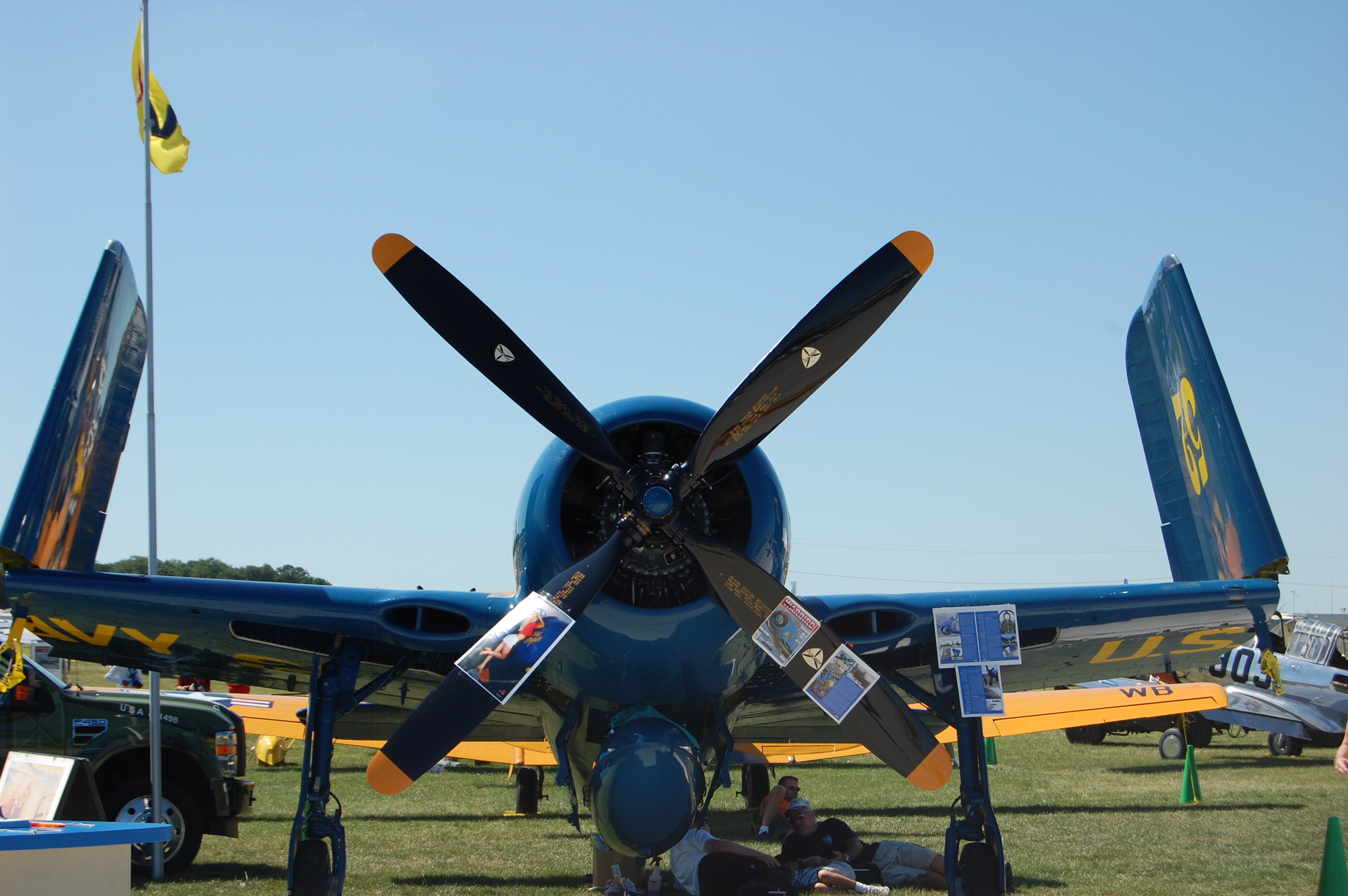
A fully restored Bearcat in Blue Angels colors; seen at EAA AirVenture 2011

## وصلات خارجية
- Grumman F8F Bearcat articles and publications
- Aircraft.co.za - The Complete Aviation Reference
- Warbird Alley: Bearcat page - Information about Bearcats still flying today
- AN 01-85FD-1 Pilot's Handbook for Navy Models F8F-1, F8F-1B, F8F-1N, F8F-2, F8F-2N, F8F-2P Aircraft (1949)
- Pictures from the Grumman archive